# Pontaubault
Pontaubault er en fransk kommune i Manche-departmentet i Normandie-regionen i det nordvestlige Frankrig.

## Geografi
Pontaubault ligger ud til Mont Saint-Michel bugten. Byen er omgivet af kommunerne: Céaux, Précey, Juilley, Poilley, Saint-Quentin-sur-le-Homme og Le Val-Saint-Père.
Den ligger ved udløbet af Sélune-floden.

## Historie
Den 31. juli 1944 begyndte allierede tropper, som var gået i land ved invasionen i Normandiet at strømme over den strategisk vigtige bro i Pontaubalt og ind i Bretagne.